# Dong Zhuo

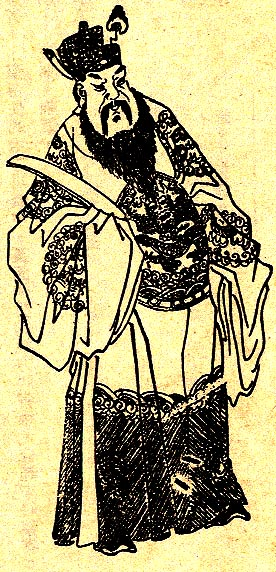
Dong Zhou

Dong Zhuo (Zhongying) (139-192) was een generaal tijdens de Han-dynastie. Hij wist met een staatsgreep heel China enkele jaren in zijn macht te houden.

## Levensloop
Dong Zhuo was in een onbekend jaar geboren in Xiliang, waar zijn vader prefect was. In 184 bevocht hij de tegen de Han in opstand gekomen Gele Tulbanden. Volgens het boek Roman van de Drie Koninkrijken, een roman gebaseerd op de Record of the Three Kingdoms werd hij tijdens die oorlog door rebellen achtervolgd, maar gered door Liu Bei, Guan Yu en Zhang Fei. Ondanks hun goede dienst behandelde Dong Zhuo hen respectloos, omdat het boeren waren die volgens hem geen eer verdienden. Historisch gezien heeft dit niet plaatsgevonden.
In 189 overleed keizer Ling, waarna de eunuchen de macht in het paleis grepen. Enkele generaals als Dong Zhuo zelf, Yuan Shao en Cao Cao besloten de orde te herstellen en marcheerden naar de hoofdstad Luoyang. Nadat generaal He Jin onschuldig vermoord was toen hij diplomatiek overleg wilde hebben met de eunuchen, stormden de andere generaals het paleis binnen en doodden de eunuchen.
Na de slachtpartij werd Dong Zhuo aangesteld als de beschermer van de nieuwe keizer. Maar Dong Zhuo zag dit als een kans om de macht te grijpen en nam alle taken van de keizer over 'omdat de keizer nog te jong was'. Bovendien zorgde hij ervoor dat er een andere keizer, Xian, op de troon kwam. De generaals waren verontwaardigd en Yuan Shao wilde Dong Zhuo doden, maar werd hiervan door zijn collega's weerhouden en besloot te vertrekken. Niet lang daarna vertrokken ook de andere generaals uit Luoyang en kon Dong Zhuo zijn wrede bewind vestigen en een tiran worden.
In 190 stuurde Cao Cao een oproep om wapens door het oosten, om Dong Zhuo te verdrijven. Veel nobelen en generaals beantwoordden zijn oproep, en samen vormden zijn een coalitie o.l.v. Yuan Shao en trokken naar de hoofdstad.
Dong Zhuo stuurde zijn officier Hua Xiong om de bondgenoten tegen te houden. Bij de Si Shui kwam het tot een slag, die Hua Xiong aanvankelijk won, maar later werden hij door Sun Jian gedood. Hierna kwamen de bondgenoten naar Luoyang en werd Dong Zhuo in het nauw gedreven. Op aanraden van zijn adviseur Li Ru beval hij de stad te plunderen en in brand te steken. Hij ontvoerde de keizer en vertrok met zijn leger naar Chang'an.
De coalitie wilde hen niet achtervolgen, zeer tegen de zin van Cao Cao, die de achtervolging met zijn eigen leger voortzette, maar werd verslagen door Lu Bu.
Het bondgenootschap viel uiteen en Dong Zhuo zette zijn regime voort in Chang'an. Het ging van kwaad tot erger toen verscheidene trouwe mensen hem probeerden te vermoorden. Toen hij achter de complotten kwam liet hij voortaan iedereen doden die hij verdacht.
Door intrige slaagde Wang Yun met zijn dochter Diao Chan erin om Dong Zhuo en zijn geadopteerde zoon Lu Bu tegen elkaar uit te spelen. In 192 doodde Lu Bu Dong Zhuo uit jaloezie, door een leugen dat hij de abdicatie van de Han-keizer zou ontvangen. Met zijn dood kwam er echter nog geen einde aan de ellende; zijn volgelingen namen de macht over en pas in 195 kon de keizer ontsnappen.
Dong Zhuo was misschien wel de wreedste persoon in de (voor)geschiedenis van de Drie Koninkrijken.

## Bron
- Biografie Dong Zhuo (Engels)